# Еванстон (Вајоминг)
Еванстон (енгл. Evanston) град је у америчкој савезној држави Вајоминг.

## Демографија
По попису из 2010. године број становника је 12.359, што је 852 (7,4%) становника више него 2000. године.
| Група             | 2000.          | 2010.          |
| Белци             | 10.339 (89,8%) | 10.449 (84,5%) |
| Афроамериканци    | 18 (0,2%)      | 39 (0,3%)      |
| Азијати           | 46 (0,4%)      | 36 (0,3%)      |
| Хиспаноамериканци | 839 (7,3%)     | 1.526 (12,3%)  |
| Укупно            | 11.507         | 12.359         |